# Henry Edward Manning
Henry Edward Manning (Totteridge, 15 juli 1808 - Londen, 14 januari 1892) was een Brits geestelijke en kardinaal van de Rooms-Katholieke Kerk.
Manning was een zoon van William Manning, die gedurende veertig jaar lid was van het Lagerhuis voor de Britse Conservatieven en diens tweede vrouw Mary Hunter. Manning studeerde aan Balliol College en Merton College van de Universiteit van Oxford en werd op 23 december 1832 priester gewijd in de Anglicaanse Kerk. Hetzelfde jaar trouwde hij met Caroline Sargent. Zijn vrouw stierf in 1837 en toen de kardinaal overleed vond men een medaillon met haar beeltenis aan een ketting om zijn nek. Manning werd, net als zijn tijdgenoot John Henry Newman actief in de Oxford Beweging, een beweging van Anglicanen die zochten naar volledige communio van de Anglicaanse met de Rooms-Katholieke Kerk. In 1848 bezocht hij Rome, waar hij een privéaudiëntie had met paus Pius IX. In 1851 stapte hij daadwerkelijk over naar de Katholieke Kerk en begon hij een studie aan de Pauselijke Ecclesiastische Academie, de diplomatenopleiding van de Heilige Stoel.
Hij werd datzelfde jaar opnieuw priester gewijd door Nicholas Wiseman. In 1857 werd hij proost van het kapittel de Kathedraal van Westminster en pauselijk huisprelaat. In 1865 benoemde Pius IX hem tot aartsbisschop van Westminster. Tien jaar later creëerde de paus hem kardinaal. De Santi Andrea e Gregorio al Monte Celio werd zijn titelkerk. Kardinaal Manning nam deel aan het conclaaf van 1878, dat leidde tot de verkiezing van paus Leo XIII.
De kardinaal overleed in 1892. Hij werd eerst begraven op St Mary's Roman Catholic Cemetery in Kensal Green, waarna zijn lichaam in 1907 werd bijgezet in de crypte van de pas afgewerkte Kathedraal van Westminster. Kardinaal Manning werd als een van de Eminent Victorians geportretteerd in het gelijknamige boek van Lytton Strachey.

## Invloed op de sociale leer van de Kerk

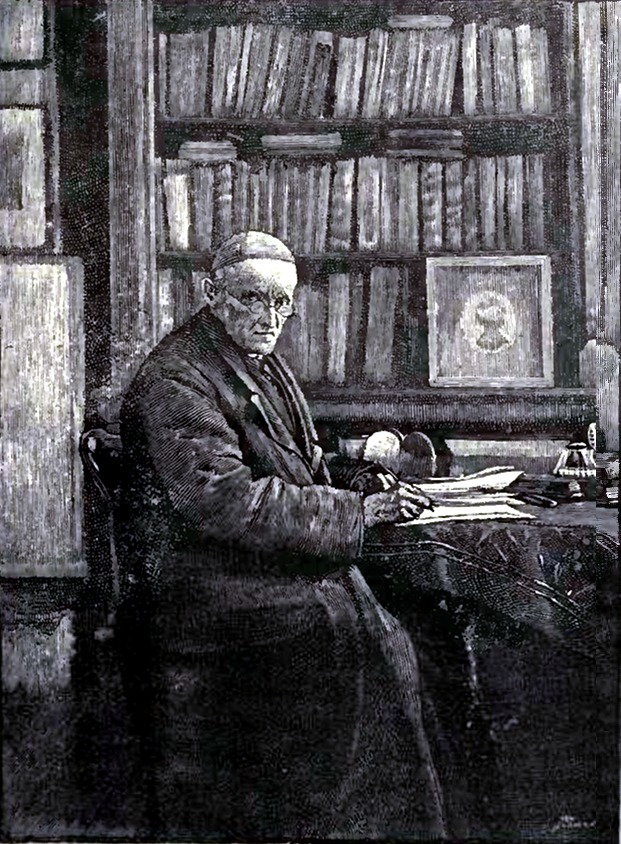
Manning op 83-jarige leeftijd.

Manning was zeer invloedrijk in het uitzetten van de richting van de Katholiek Kerk. Zijn hartelijke relatie met  paus Pius IX en zijn ultramontaanse overtuigingen bezorgden hem het vertrouwen van het Vaticaan. Niet tegenstaande dit was het beslist dat hij zijn laatste levensjaren zou doorbrengen in Engeland en dat hij niet tot de intimi van het Vaticaan meer zijn behoren.
Manning gebruikte zijn invloed om een moderne visie op de sociale leer van de Katholiek Kerk te introduceren. Zijn inzichten vonden hun weg naar de pauselijke encycliek Rerum novarum door paus Leo XIII die het begin markeert van de hedendaagse sociale leer van de Kerk.
Manning was tevens een fervent voorstander van de doctrine van de pauselijke onfeilbaarheid, dit in tegenstelling tot kardinaal Newman, die ervan overtuigd was dat het onvoorzichtig was dit dogma in deze tijd af te kondigen.
Manning had een belangrijke hand in de afhandeling van de London Dock Strike  van 1889 op aansturen van Margaret Harkness. Hij had ook een belangrijke rol in de bekering van enkele notabelen, waaronder Elizabeth Belloc, de moeder van de bekende Britse auteur Hilaire Belloc, voor wie het denken van Manning een grote invloed had.
Net zoals zijn voorganger en leermeester kardinaal Wiseman, had Manning nauwe contacten met Belgische bisschoppen, onder meer met Johan Joseph Faict, en had vaak ontmoetingen met hen. Via Wiseman leerde hij ook Guido Gezelle kennen en werd met hem bevriend.
- Bibsys: 90739601
- Biblioteca Nacional de España: XX1243812
- Bibliothèque nationale de France: cb12147524h (data)
- Catàleg d'autoritats de noms i títols de Catalunya: 981058513135606706
- CiNii: DA03639768
- Gemeinsame Normdatei: 118781596
- International Standard Name Identifier: 0000 0000 8345 0461
- Library of Congress Control Number: n85098882
- Bibliotheek van het Japanse parlement: 00552072
- Nationale Bibliotheek van Tsjechië: skuk0003907
- Nationale bibliotheek van Australië: 36508799
- Nationale Bibliotheek van Israël: 987007272603805171
- Nationale en Universitaire bibliotheek Zagreb: 000744828
- Nederlandse Thesaurus van Auteursnamen: 069029601
- Istituto Centrale per il Catalogo Unico: TO0V263135
- LIBRIS: 208930
- SNAC: w6fv0bhb
- Système universitaire de documentation: 067023800
- Museum of New Zealand Te Papa Tongarewa: 37790
- Trove: 360948
- Virtual International Authority File: 85172959
- WorldCat: E39PBJtRHbPk7QJcxmvmHhMMfq